# Hofanlage Apwisch
Die Hofanlage Apwisch in Diepholz Ortsteil Aschen, Lehmweg 40, stammt vom 19. Jahrhundert. Aktuell (2023) wird sie für Wohn- und Praxiszwecke genutzt.
Die Gebäude stehen unter Denkmalschutz (siehe auch Liste der Baudenkmale in Diepholz).

## Beschreibung
Die Hofanlage besteht aus:
- dem eingeschossigen Wohn- und Wirtschaftsgebäude aus der ersten Hälfte des 19. Jahrhunderts als Vierständer-Hallenhaus in Fachwerk mit verputzten Ziegelausfachungen, hohem Walmdach,  Umbau zum Wohnhaus,
- der eingeschossigen Remise in Fachwerk mit Putzausfachungen, Satteldach und Unterstellplätzen für Fahrzeuge,
- dem eingeschossigen kleinen Speicher in Fachwerk mit  Satteldach; das Gebäude wurde hierher versetzt.

Das Landesdenkmalamt befand: „… geschichtlichen Bedeutung … als vollständig überlieferte Hofanlage …“